# Société régionale de transport du gouvernorat de Nabeul
La Société régionale de transport du gouvernorat de Nabeul (الشركة الجهوية للنقل بنابل) ou SRTGN est une société publique tunisienne de transport en commun créée le 22 juillet 1961.
Elle assure le transport des voyageurs dans les gouvernorats de Nabeul et Zaghouan et de ces gouvernorats vers la région de Tunis (gouvernorats de Tunis, Ben Arous et l'Ariana), vers le Sahel (gouvernorats de Sousse, Monastir et Mahdia) et vers le centre du pays (gouvernorat de Kairouan).

## Historique
C'est le 22 juillet 1961 qu'est fondée la « Société nationale du Cap Bon » avec un capital initial de 18 500 dinars tunisiens. Sa mission est d'assurer le transport des voyageurs et des marchandises dans le gouvernorat de Nabeul. Le 1er août 1962, le capital s'accroît à 100 000 dinars et le nom est changé en « Société régionale de transport du Cap Bon ». Le capital passe de 200 000 dinars en 1978 à 300 000 dinars en 1979, 500 000 dinars en 1982, 700 000 dinars en 1984 puis 1 000 000 dinars en 1985.

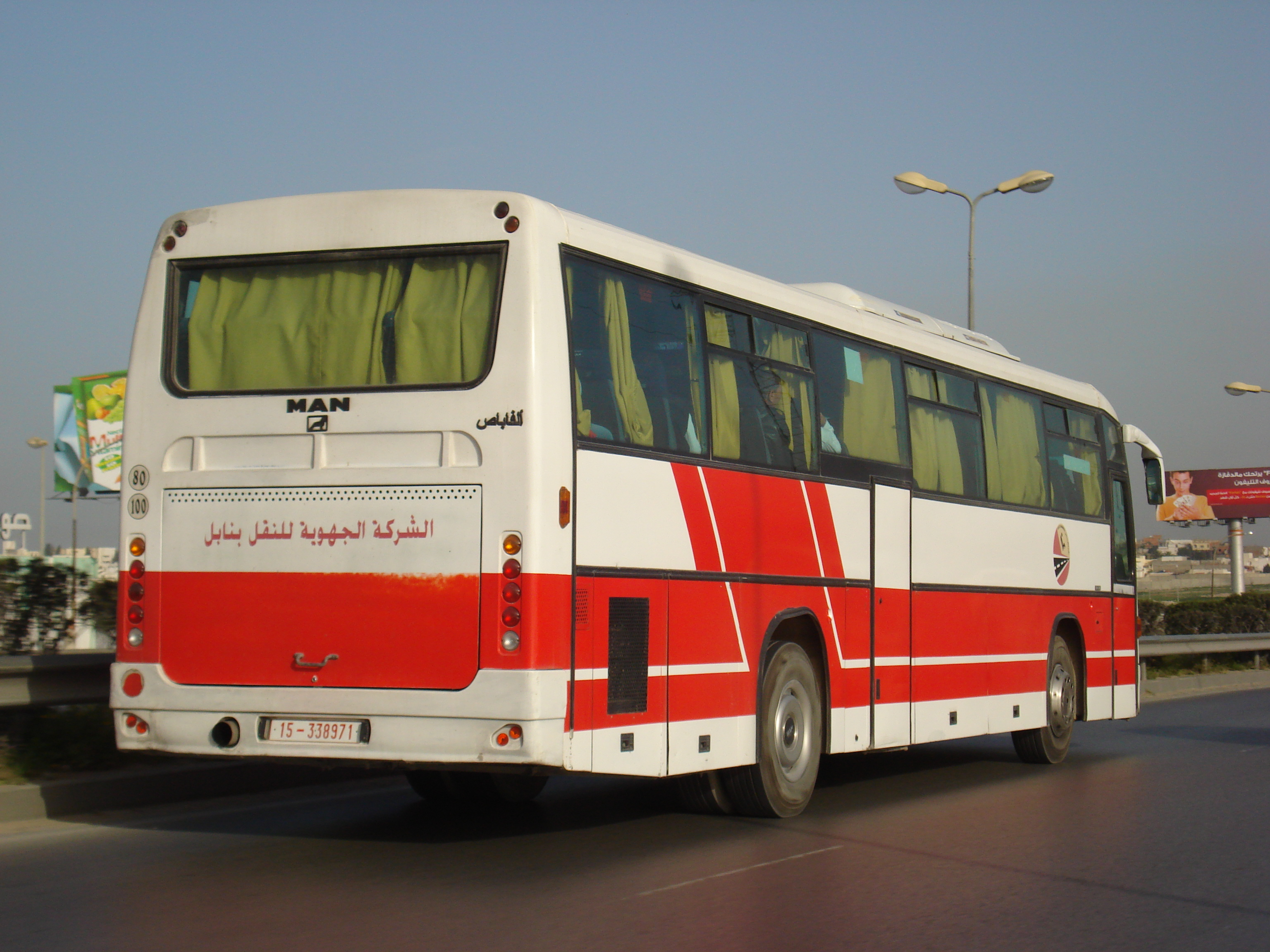
Bus de la SRTGN.

Le 8 octobre 1987, la société prend en charge le transport des voyageurs dans le gouvernorat voisin de Zaghouan. Au début de l'année 1988, la décision est prise de séparer l'activité de transport de marchandises de celle des voyageurs en deux entités distinctes. En 1989, la Société régionale de transport du Cap Bon devient la « Société régionale de transport du gouvernorat de Nabeul ».
L'année 1992 marque un tournant avec l'exploitation pour la première fois des « bus conforts » sur la ligne entre Tunis et Nabeul. En 1995, le capital de la société passe à trois millions de dinars.
La SRTGN reçoit en 2001 la certification ISO 9002, version 1994, pour son activité de transport de voyageurs sur la « ligne confort » Nabeul-Tunis (ligne 102) ; elle est la première société tunisienne de transport à recevoir une telle certification. La certification ISO 9001, version 2000, est obtenue le 25 avril 2007 pour son activité de transport de voyageurs sur les lignes directes conforts et le développement de nouvelles lignes directes conforts.

## Capital
Son capital social se monte à trois millions de dinars tunisiens, dont 47 % d'origine privée et 53 % d'origine publique (12 % du gouvernorat de Nabeul et 41 % de onze municipalités du même gouvernorat).

## Infrastructures
Le siège social de la SRTGN se situe au numéro 144 de l'avenue Habib-Thameur à Nabeul.
Elle comporte par ailleurs treize agences dont dix situées dans le gouvernorat de Nabeul, deux dans le gouvernorat de Zaghouan et une dans la gare routière de Bab Alioua à Tunis :
- Béni Khalled : avenue Habib-Bourguiba ;
- El Fahs : route Kedouat Echayr ;
- El Haouaria : avenue Habib-Bourguiba ;
- Grombalia : route de Béni Khalled ;
- Hammamet : avenue Mohammed V ;
- Kélibia : avenue Ali-Belhouane ;
- Korba : avenue Habib-Bourguiba ;
- Menzel Bouzelfa : avenue Habib-Bourguiba ;
- Menzel Temime : avenue Farhat-Hachad ;
- Nabeul : avenue Habib-Thameur ;
- Soliman : avenue de la République ;
- Tunis : gare routière de Tunis (Bab Alioua) ;
- Zaghouan : zone industrielle ;

Quant aux ateliers techniques, la société possède deux ateliers d'entretien et de réparation, sur l'avenue Habib-Thameur à Nabeul et sur la route de Béni Khalled à Grombalia, ainsi que deux noyaux auxiliaires sur l'avenue Farhat-Hachad à Menzel Temime et dans la zone industrielle de Zaghouan.
La SRTGN dispose de 240 véhicules en 2008, dont 34 bus conforts ; l'âge moyen du parc est de huit ans. Il assure l'exploitation de 248 lignes dont 83 interurbaines transportant ainsi 37 542 000 voyageurs en 2008 sur 18 362 000 kilomètres.

## Lignes
- 101 : Nabeul - Kairouan
- 102 : Nabeul - Tunis
- 104 : Nabeul - Hammamet - Tunis-Carthage
- 105 : Hammamet - Tunis
- 115 : Nabeul - Hammamet - Yasmine Hammamet
- 120 : Nabeul - Hammamet - Yasmine Hammamet
- 140 : El Maâmoura - Nabeul - Tunis
- 140(1) : Somâa - Nabeul - Tunis
- 141 : Nabeul - Zaghouan - El Fahs
- 145 : Hammamet - Tunis
- 226 : Soliman - Menzel Bouzelfa - Grombalia - Nabeul
- 227 : Soliman - Menzel Bouzelfa - Grombalia - Nabeul
- 246 : Hammamet - Tunis
- 302 : Béni Khalled - Tunis
- 310 : Menzel Bouzelfa - Béni Khalled - Grombalia
- 320 : Menzel Bouzelfa - Batrou - Nabeul
- 340 : Béni Khalled - Tunis - Kélibia
- 341 : Zaouiet Djedidi - Béni Khalled - Tunis
- 420 : Korba - Tazerka - Somâa - Nabeul
- 440 : Tazerka - Korba - Tunis
- 441 : El Mida - Menzel Bouzelfa - Tunis
- 520 : Kélibia - Nabeul
- 535 : Kélibia - Korba - Tunis
- 536 : Menzel Temime - Tunis (via Enchaâ)
- 601 : Kélibia - Nabeul - Monastir
- 602 : Kélibia - Tunis
- 604 : Kélibia - Nabeul - Kairouan
- 620 : Kélibia - Nabeul
- 640 : Kélibia - Korba - Tunis
- 641 : Hammam Ghezèze - Menzel Bouzelfa - Tunis (via Oum Dhouil)
- 701 : El Haouaria - Nabeul - Mahdia
- 702 : El Haouaria - Tunis
- 720 : El Haouaria - Kélibia - Nabeul
- 740 : El Haouaria - Tunis
- 802 : Zaghouan - Tunis
- 840 : Zriba - Zaghouan - Tunis
- 841 : Zaghouan - Bouachir - Nabeul
- 841(1) : Zaghouan - Jradou - Nabeul
- 842 : Zaghouan - Enfida - Sousse
- 940 : El Fahs - Nabeul
- 941 : El Fahs - Ennadhour - Sousse
- 942 : El Fahs - Ennadhour - Sbikha - Kairouan